# Trục cụm hoa

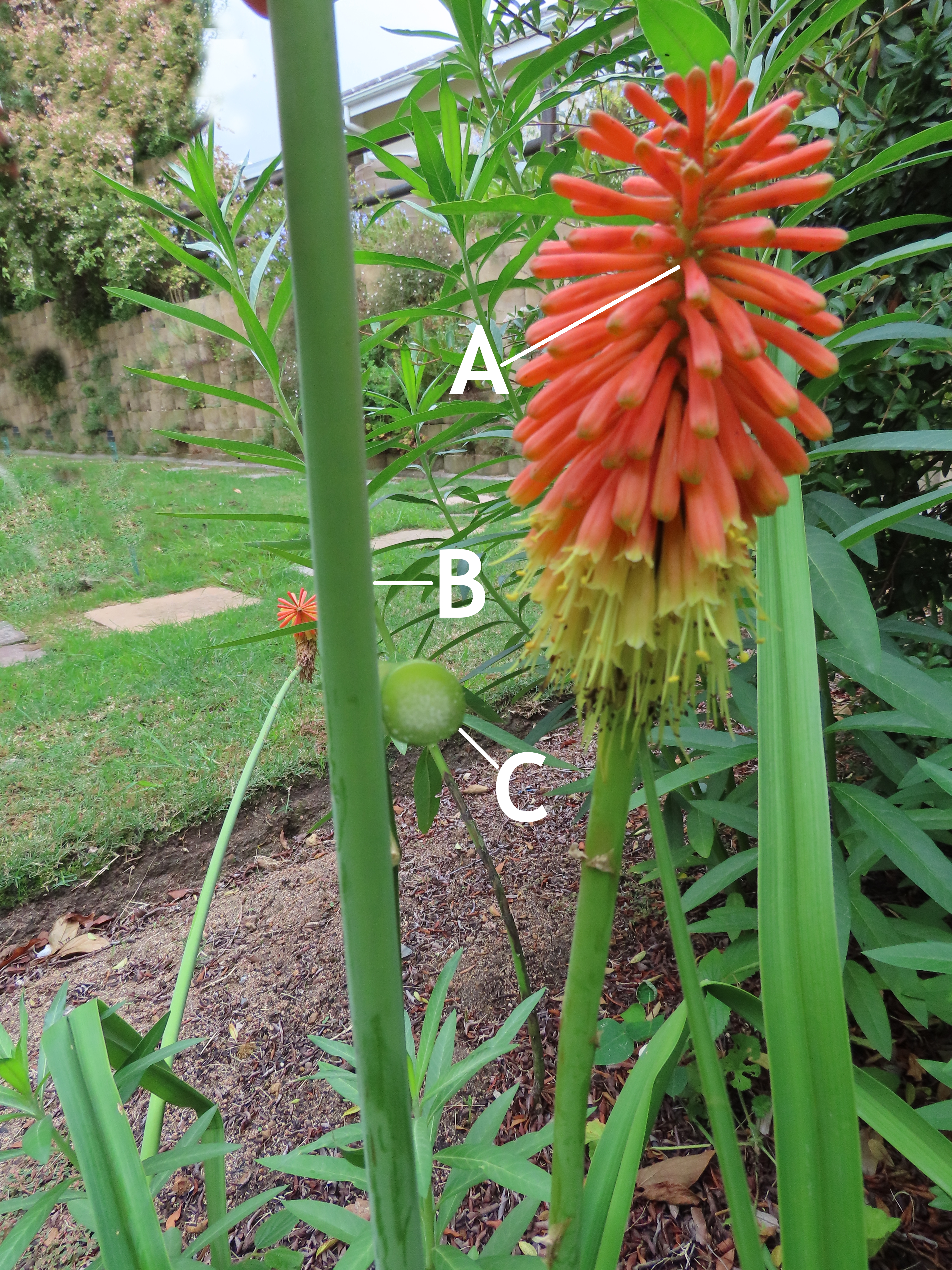
Trục cụm hoa (B) màu xanh ở loài trong chi Kniphofia mang nhiều hoa đơn lẻ màu đỏ (A)

Trong hình thái học thực vật, trục cụm hoa, trục hoa hay cuống cụm hoa (tiếng Anhː peduncle) là một đoạn thân cây hỗ trợ cho một cụm hoa hoặc một hoa đơn lẻ nhưng sau khi thụ tinh thì hoa đơn này sẽ tạo thành một cụm quả hoặc một quả đơn lẻ. Trục cụm hoa đôi khi có lá bắc (một loại lá vảy (cataphyll)) ở các đốt. Phía trên trục cụm hoa là trục chính (rachis), đây là nơi hoa đính vào cụm hoa thông qua cuống hoa (hoa đơn không đính trực tiếp trên trục cụm hoa).
Khi một trục cụm hoa mọc lên từ mặt đất hoặc từ thân biến dạng bị nén (compressed aerial stem) hoặc từ thân ngầm (thân rễ, củ, thân hành, giả thân hành) với ít hoặc không có lá bắc ngoại trừ phần gần trục chính hoặc đế hoa, thì trục cụm hoa này được gọi là cán hoa (scape).
Hạt của cây Sồi có cuống mọc trên một trục cụm hoa dài, do đó cây được đặt tên trong tiếng Anh là pedunculate oak, theo từ peduncle (trục cụm hoa).
- Cán hoa ở cây Cói Cyperus sp.
- Trục cụm hoa hoa dài, màu đỏ tía ở cây Thương lục Mỹ Phytolacca americana mang một chùm hoa
- Trục cụm hoa lớn mọc ra từ cây Thùa, có lá bắc và nhánh ở các đốt